# 다치아이가와역
다치아이가와역(일본어: 立会川駅、たちあいがわえき)은 도쿄도 시나가와구에 있는 철도역이다. 역 번호는 KK06이다.

## 역 구조
상대식 승강장 2면 2선의 고가역.

### 타는 곳
| 1 | 게이큐 본선 | 게이큐 가마타·요코하마·가미오오카·우라가 방면 공항선 하네다 공항 방면 즈시 선 신즈시 방면 구리하마 선 게이큐 구리하마·미사키구치 방면                                  |
| 2 | 게이큐 본선 | 시나가와·센가쿠지 방면 도영 지하철 아사쿠사 선 니혼바시·아사쿠사·오시아게 방면 게이세이 선 다카사고·후나바시·나리타 공항 방면 호쿠소 선 신카마가야·인바니혼이다이 방면 |

## 역 주변
- 오이 경마장
- 오이 경마장 앞 역
- 오이 부두 중앙 해빈 공원
- 국도 제15호선

## 역사
- 1904년 5월 8일: 영업 개시.
- 1950년경: 역사 개축 공사가 완료됨.
- 1977년 12월: 승강장 유효장을 8량 편성으로 연장.
- 1990년 12월 2일: 역 고가화.
- 2009년 1월 20일: 게이큐 역 멜로디가 채용됨.
- 2010년 5월 16일: 게이큐 선으로 다이어 개정이 실시되어 에어포트 급행의 정차역이 됨.

## 인접역
| 게이힌 급행 전철 본선             | 게이힌 급행 전철 본선 | 게이힌 급행 전철 본선                          |
| --------------------------------- | --------------------- | ---------------------------------------------- |
| KK04 아오모노요코초 센가쿠지 방면 | ■ 에어포트 급행       | KK08 헤이와지마 하네다 공항 제1·제2터미널 방면 |
| KK05 사메즈 시나가와 방면         | ■ 보통                | KK07 오모리카이간 우라가 방면                  |